# Grupo Financiero Banamex
Grupo Financiero Banamex, S.A. de C.V. es una sociedad controladora de entidades financieras mexicana que presta servicios de banca, crédito, seguros y afore.
La conformación actual del grupo financiero se originó en 2001 con la adquisición de Grupo Financiero Banamex-Accival (Banacci) por parte de Citigroup y su fusión con Grupo Financiero Citibank que integraban a las subsidiarias del grupo con presencia en México. Banacci se constituyó en agosto de 1991, como resultado del proceso de reprivatización bancaria en los años noventa y la adquisición de Banco Nacional de México por parte de la casa de bolsa Acciones y Valores de México (Accival). Entre agosto de 2017 a diciembre de 2024, su razón social se denominó Grupo Financiero Citibanamex.
Las subsidiarias que integran al grupo son Banco Nacional de México, Citibanamex Casa de Bolsa, Citibanamex Afore, Citibanamex Pensiones y Citibanamex Seguros. En julio de 2023, se incorporó al grupo CBM Banco luego de la adquisición de la licencia de Deustche Bank México, en el marco de la venta del negocio de consumo de Citi en México.

## Historia
Grupo Financiero Banamex se formó en agosto de 1991 a partir de la expedición de la Ley para regular las agrupaciones financieras de 1990, como parte de la formación del marco jurídico para la banca privada, luego de la estatización bancaria de los años 1980. El grupo se formó a partir de su principal subsidiaria de banca múltiple, Banco Nacional de México, luego de su adquisición por parte de un grupo empresarial encabezado por Roberto Hernández Ramírez, Alfredo Harp Helú y Alejandro Betancourt Alpírez, quienes formaron Grupo Financiero Banamex-Accival (Banacci) a partir de Banamex, la casa de bolsa Accival y la casa de cambio AVM. En agosto de 2001, Banacci fue adquirido por Citigroup por lo que se denominó Grupo Financiero Banamex.
En enero de 2022, Citigroup anunció la venta de su segmento de consumo en México, representado principalmente por Banamex. Citibanamex, que era el tercer banco de mayor presencia en el país, contaba con más de 23 millones de clientes, un equipo de 33 000 empleados y una red de más de 1300 sucursales distribuidas en el territorio mexicano.

## Estructura
Subsidiarias
- Banco Nacional de México
- CBM Banco
- Citibanamex Casa de Bolsa
- Citibanamex Afore
- Citibanamex Pensiones
- Citibanamex Seguros

## Afore Banamex
Afore Banamex forma parte del Grupo Financiero Banamex, con más de ocho millones de clientes. Afore Banamex es líder en México en el mercado de las Administradoras de Fondos para el Retiro.